# غراهام ستيل
غراهام ستيل هو محامي وسياسي كندي، ولد في 6 يوليو 1964 في وينيبيغ في كندا. حزبياً، نشط في Nova Scotia New Democratic Party ‏. وقد انتخب عضو مجلس نواب نوفا سكوتيا.